# Casa de Bourbon-Parma
A Casa de Bourbon-Parma é um ramo da Casa de Bourbon reinante no Ducado de Parma e Placência, com algumas interrupções, de 1748 a 1860.
É, portanto, descendente da dinastia capetiana, mas também herdeira da dinastia italiana dos Farnésios, através de Isabel Farnésio. O nome Bourbon-Parma vem do nome principal (Bourbon) e o outro (Parma) do ducado soberano que governavam.